# Lee Grant
Lee Grant (Nueva York; 31 de octubre de 1925) es una actriz estadounidense ganadora del premio Óscar a la mejor actriz secundaria. Es conocida principalmente por sus papeles en las películas Shampoo, Detective Story y La profecía 2.

## Biografía

### Primeros años
Lyova Haskell Rosenthal nació en Nueva York el 31 de octubre de 1925, hija de una familia judía de Europa del Este: Witia Haskell de familia de judíos polacos, y A. W. Rosenthal de judío rusos, dos profesores. Su nombre artístico es una combinación del de los dos principales generales de la Guerra Civil norteamericana. Grant empezó como bailarina en la New York Metropolitan Opera a la edad de cuatro años, y durante su infancia estudió danza e interpretación.

### Carrera
En la década de los 50, Grant empezó a trabajar en Broadway y debutaría con la obra Brigada 21. Grant debutaría en el cine con la versión cinematográfica homónima de la obra dirigida por William Wyler, por la que recibió su primera nominación a los Óscar como mejor actriz de reparto. Además ganaría el premio de mejor actriz en el Festival de Cannes. 
Seguidamente, Grant tuvo que testificar ante el Comité de Actividades Antiamericanas y acusar a su marido, el escritor Arnold Manoff. Grant se negó a testificar y entró en la lista negra. A partir de ese momento, continuaría trabajando en el teatro pero su carrera cinematográfica no se reiniciaría hasta la década de los 70. De todas maneras, aparecería en series de televisión como Peyton Place, por la que ganaría un Premio Emmy en la categoría de actriz de reparto en drama. 
En 1964, actuó como actriz invitada en la serie El fugitivo en el capítulo Taps For a Dead War en el papel de Millie Hallop, cuñada de Joe Hallop (Tim O'Connor), veterano de la guerra de Corea.
Grant recibiría una segunda nominación a los Óscar con El casero (1970), y posteriormente por El viaje de los malditos (1976). Finalmente ganaría la estatuilla en la categoría de mejor actriz secundaria por Shampoo (1975).  
Grant también dirigió unos cuantos documentales, incluido Down and Out in America (1986) por el que ganaría el premio al mejor documental. En los últimos años, dirigió episodios de la serie Intimate Portrait.  
Grant aparecería en algunos capítulos de la serie Columbo, por lo que sería nominada a los premios Emmy como mejor actriz de miniserie o telefilm.
Grant es madre de la actriz Dinah Manoff.

## Filmografía
- Brigada 21 (Detective Story) (1951), de William Wyler.
- Miedo en la tormenta (Storm Fear) (1955), de Cornel Wilde.
- En mitad de la noche (Middle of the Night) (1959), de Delbert Mann.
- The Blue Angel (1959), de Edward Dmytryk.
- The Balcony (1963), de Joseph Strick.
- An Affair of the Skin (1963), de Ben Maddow.
- Terror in the City (1964), de Allen Baron.
- El novio de mi mujer (Divorce American Style) (1967), de Bud Yorkin.
- En el calor de la noche (In the Heat of the Night) (1967), de Norman Jewison.
- El valle de las muñecas (Valley of the Dolls) (1967), de Mark Robson.
- Buona Sera, Mrs. Campbell (1968), de Melvin Frank.
- La perversa (The Big Bounce) (1969), de Alex March.
- Atrapados en el espacio (Marooned) (1969), de John Sturges.
- El casero (The Landlord) (1970), de Hal Ashby.
- El día de los tramposos (There Was a Crooked Man...) (1970), de Joseph L. Mankiewicz.
- The Last Generation (1971), de William A. Graham.
- Eso del matrimonio (Plaza Suite) (1971), de Arthur Hiller.
- Portnoy's Complaint (1972), de Ernest Lehman.
- Compañeros en el crimen (Partners in Crime) (1973), de Jack Smight.
- Nueva moda en el crimen (The Internecine Project) (1974), de Ken Hughes.
- Shampoo (1975), de Hal Ashby.
- El viaje de los malditos (Voyage of the Damned) (1976), de Stuart Rosenberg.
- Aeropuerto 77 (Airport '77) (1977), de Jerry Jameson.
- Damien: Omen II (1978), de Don Taylor.
- El enjambre (The Swarm) (1978), de Irwin Allen.
- The Mafu Cage (1978), de Karen Arthur.
- When You Comin' Back, Red Ryder? (1979), de Milton Katselas.
- El truhán y su prenda (Little Miss Marker) (1980), de Walter Bernstein.
- La maldición de la Reina Dragón (Charlie Chan and the Curse of the Dragon Queen) (1981), de Clive Donner.
- Angustia en el Hospital Central (Visiting Hours) (1982), de Jean-Claude Lord.
- Billions for Boris (1984), de Alexander Grasshoff.
- Constance (1984), de Bruce Morrison.
- Profesores de hoy (Teachers) (1984), de Arthur Hiller.
- Mussolini: Auge y caída del Nuevo César (Mussolini: The Untold Story) (1985), de William A. Graham.
- Sanford Meisner: The American Theatre's Best Kept Secret (1985) (documental), de Nick Doob.
- Mano de oro (The Big Town) (1987), de Ben Bolt.
- Defending Your Life (1991), de Albert Brooks.
- Ciudadano Cohn (Citizen Cohn) (1992), de Frank Pierson.
- Amor fatal (Something to Live For: The Alison Gertz Story), (1992), de Tom McLoughlin.
- Fiesta de despedida/La última fiesta (It's My Party) (1996), de Randal Kleiser.
- La esencia del fuego (The Substance of Fire) (1996), de Daniel J. Sullivan.
- Under Heat (1996), de Peter Reed.
- Poor Liza (1998), de Slava Tsukerman.
- Dr. T & the Women (2000), de Robert Altman.
- La familia Amati (The Amati Girls) (2000), de Anne De Salvo.
- Mulholland Drive (2001), de David Lynch.
- The Needs of Kim Stanley (2005) (documental)
- Going Shopping (2005), de Henry Jaglom.
- Los Douglas, una dinastía en Hollywood (2005), documental.

## Premios y distinciones
Premios Óscar
| Año  | Categoría               | Película                 | Resultado |
| ---- | ----------------------- | ------------------------ | --------- |
| 1952 | Mejor Actriz de Reparto | Brigada 21               | Nominada  |
| 1970 | Mejor Actriz de Reparto | El casero                | Nominada  |
| 1976 | Mejor Actriz de Reparto | Shampoo                  | Ganadora  |
| 1977 | Mejor Actriz de Reparto | El viaje de los malditos | Nominada  |

Festival Internacional de Cine de Cannes
| Año  | Categoría    | Película   | Resultado |
| ---- | ------------ | ---------- | --------- |
| 1952 | Mejor Actriz | Brigada 21 | Ganadora  |